# Ramalina alludens
Ramalina alludens är en lavart som beskrevs av Nyl. Ramalina alludens ingår i släktet Ramalina och familjen Ramalinaceae.   Inga underarter finns listade i Catalogue of Life.